# Rhain el Irlandés
Rhain fue rey de Dyfed en el siglo XI.
No está clara la fecha de inicio de su reinado. Afirmaba ser hijo de Maredudd ab Owain y aparentemente fue aceptado como tal por los habitantes de Dyfed y el autor anónimo del text C de los Annales Cambriae. Sin embargo, tras su derrota en Abergwill y su posterior deposición por Llywelyn ap Seisyll de Gwynedd en 1022, fue recordado por otras historias de su época como Rhain el Irlandés (Galés antiguo Rein Yscot, latín Reyn Scottus) y tratado como un pretendiente. El texto B de los anales galeses afirma que murió en la batalla contra Llywelyn; el Brut y Tywysogion, sin embargo, señala acertadamente que su cuerpo no fue encontrado.